# Chrysomela sonorae
Chrysomela sonorae är en skalbaggsart som beskrevs av Brown 1956. Chrysomela sonorae ingår i släktet Chrysomela och familjen bladbaggar. Inga underarter finns listade i Catalogue of Life.